# Vicinia
Vicinia je rod glavočika smješten u podtribus Brachyscominae,  dio tribusa Astereae.
Ovaj rod opisan je 2020. izdvajanjem dviju vrsta iz australskog roda  Olearia.

## Vrste
1. Vicinia ciliata (Benth.) Nesom
2. Vicinia squamifolia (F. Muell.) Nesom